# ワーケーション
ワーケーションとは、「ワーク」（労働）と「バケーション」（休暇）を組み合わせた造語（かばん語）。英語圏の主要メディアは「workcation」と綴る。観光地やリゾート地でテレワーク（リモートワーク）を活用し、働きながら休暇をとる過ごし方。在宅勤務やレンタルオフィスでのテレワークとは区別される。働き方改革と新型コロナウイルス感染症の流行に伴う「新しい日常」の奨励の一環として位置づけられる。

## 成立
ノートパソコンやインターネットとモバイルブロードバンドが急速に普及した2000年代にワーク・エンゲージメントが高いアメリカで始まったとされ、日本でもリゾート地に置かれていた研修・保養施設を情報通信技術の発展に伴いIT産業のような出社勤務が必ずしも必要でない業態がサテライト・オフィスとして利用するようになったことで広まった。

## メリットとデメリット
喧噪や無機質な都市を離れ、通勤ラッシュからも解放され、豊かな自然環境や落ち着いた雰囲気の中で働くことで創造性や生産性が高まり、有給休暇の取得率も高まる。また、滞在地にとっても交流居住による人口の増加や地元での消費に伴う経済振興につながるとして期待されている。
一方で一般的なテレワーク同様に、仕事と休暇の線引きや勤務時間の認定が難しいといった勤怠管理の課題や、会社施設であればテレビ会議のシステムなどを整備する設備投資の必要性が指摘される。

## 課題
日本では労働基準法で雇用主側が勤務地を定めることになっており、在宅勤務や自社保養所であれば問題ないが、無関係な場所やワーケーション先を転々とした際に事故などがあった場合の労災認定が難しくなる。
日本では、印鑑（押捺）決済が必要とされることが多い企業において、テレワーク同様に捺印書類の処理が問題となっている。
ワーケーションは長期宿泊が前提であるが、その旅費交通費を経費として出張旅費扱いになるのか、休暇を伴うことからある程度個人も負担する折半とするのか、企業毎に差が生じている。
また、地域に浸透している既存の施設であれば問題ないが、部外者を受け入れることに不慣れな地域ではコミュニティに不安を招きかねない要因になり、新型コロナウイルス等の感染症拡大期に感染者を含む疎開先として使われることへの不安もある。

## 誘致
ワーケーションによる地域振興を期待して、2019年11月に7道県と58市町村で構成する「ワーケーション自治体協議会」が設立された。
また、協議会に参加しない自治体（取り立てて目ぼしい保養地がない）が独自にワークステイという名称で誘致に乗り出している。

## 発展
従来のワーケーションはリゾートホテルや施設・設備を用意できる企業とそこに所属する会社員を中心に行われてきたが、リゾートマンションやコンドミニアムの空き物件を抱える不動産業や農家民宿のような個人事業者が起業家やフリーランスを対象とした施設提供への参入、企業の遊休資産をシェアリングエコノミーしたり個人所有の別荘をリロケーションする仲介業者や、不特定多数者が共同利用するコワーキング形式も現れている。
また、ノマドワーカーのような活動拠点を転々とする生活スタイルに合わせ、全国に点在する古民家物件をサブスクリプションで利用できるサービスを提供する事業者が現れたり、JR東海が東海道新幹線乗り放題と停車駅沿線の提携ホテルを毎日自由に選べる「東海道新幹線MYワーケーション切符」（宿泊費込）を期間限定で発売するといった動きもある。

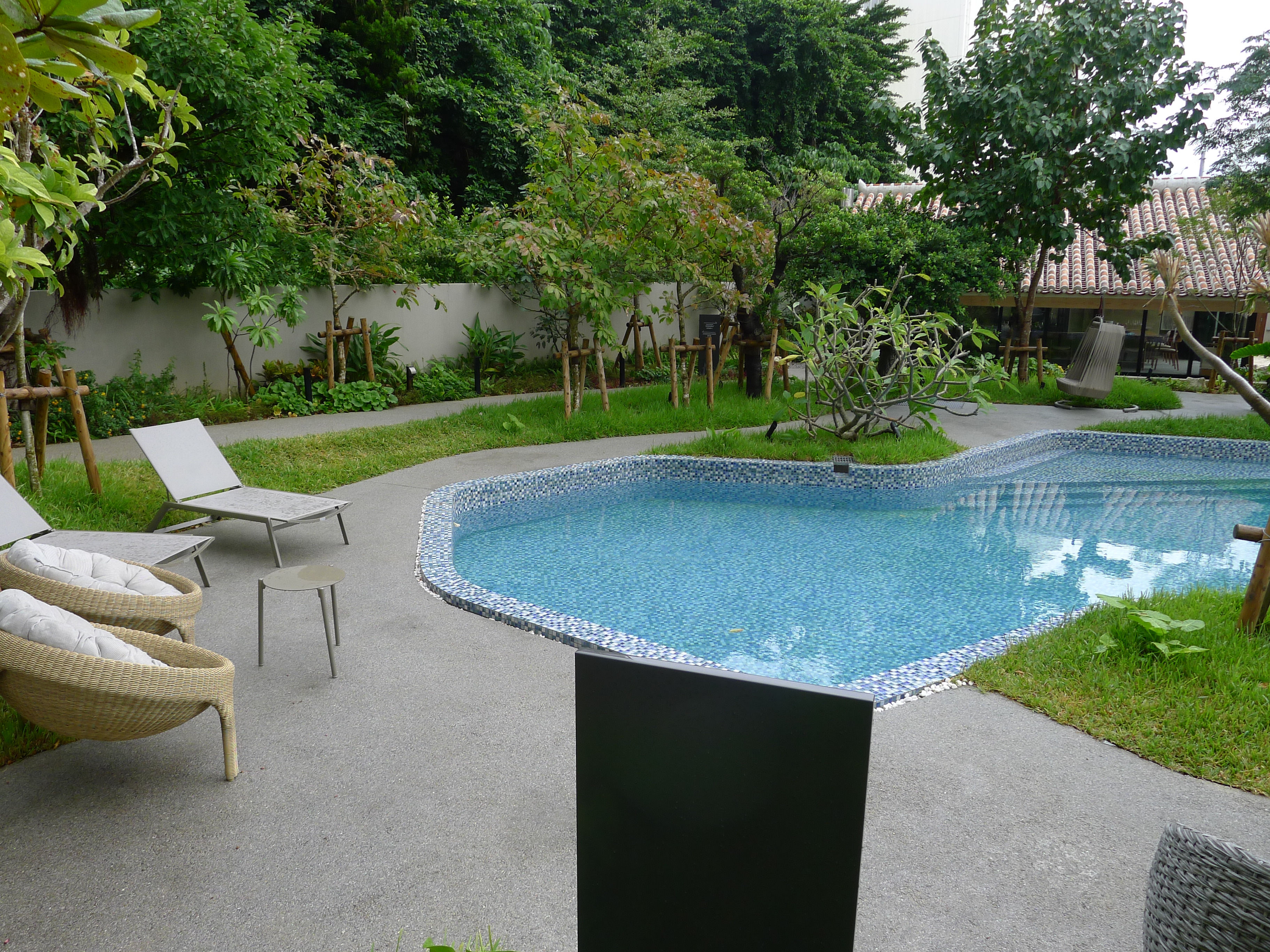
プールサイドで仕事をする設営のリゾートホテル（沖縄）

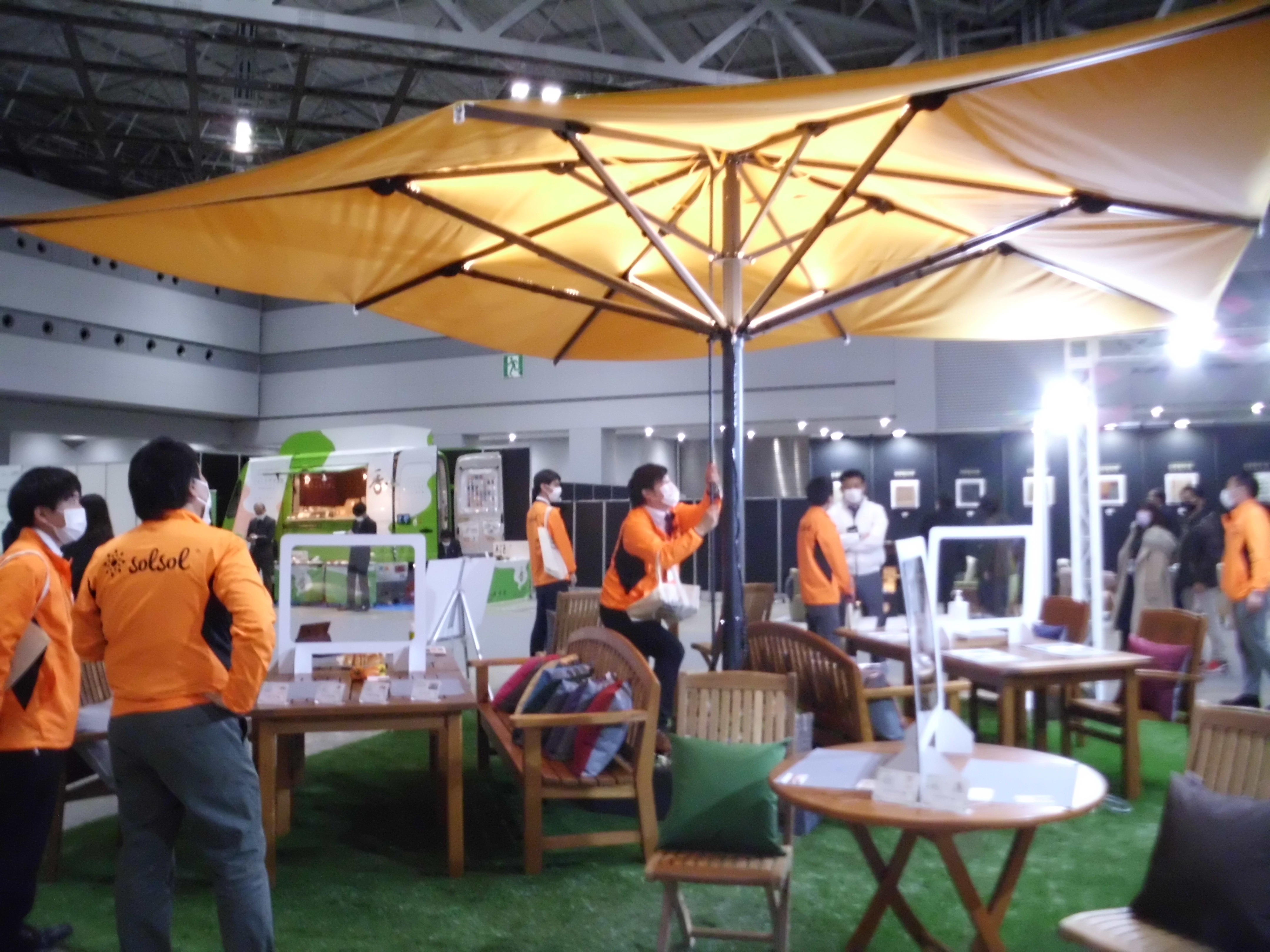
グランピングワーケーションの提案（インバウンドEXPOにて）

## 政策
新型コロナウイルス感染症の流行による緊急事態宣言に伴う自粛要請で疲弊した経済復興対策として、2020年4月30日に成立した補正予算の中に、環境省が国立公園・国定公園でのワーケーションを推進する予算を盛り込んだ。
これまでにもアグリツーリズム・グリーンツーリズムに伴い農家民宿などに泊まる「農泊」を推進してきた農林水産省が、農村でワーケーションを行う「農ケーション（アグリワーケーション）」を展開する。

## 類例
トラベルバブルが始動した日本国外においては、「ワークツーリズム」として普及しつつある。